# Bathythrix linearis
Bathythrix linearis là một loài tò vò trong họ Ichneumonidae.